# Polyopeus recurvatus
Polyopeus recurvatus är en svampart som beskrevs av A.S. Horne 1920. Polyopeus recurvatus ingår i släktet Polyopeus och familjen Leptosphaeriaceae.   Inga underarter finns listade i Catalogue of Life.